# Preto no Branco (álbum de Boss AC)
Preto no Branco é o quarto álbum de originais do músico de hip hop português Boss AC e celebra de certa forma os 15 anos desde o primeiro registo gravado pelo rapper no álbum Rapública. O álbum conta participações especiais de Olavo Bilac, Valete e TC e um dueto com a fadista Mariza que foi o single do disco UPA – Unidos Para Ajudar, um disco de duetos originais de artistas portugueses e que serviu para uma campanha de acção social que se já podia ouvir nas rádios em finais de 2008, promovida pela Associação Encontrar-se. São usados samples de Vitorino e do cantor de Cabo Verde, Ildo Lobo, no álbum. O vídeo do single Estou Vivo foi gravado em Macau.

## Faixas
1. Bem-vindos os que vêm em paz
2. Ainda
3. Levanta-te (Stand up)
4. Estou vivo
5. Tu queres e eu quero também
6. Eu amei eu chorei
7. A boca diz o que quer
8. És tão bonita
9. Alguém me ouviu (feat. Mariza)
10. I don?t give?
11. Better this way
12. Break U
13. Rimas de Saudade
14. Pa Nada
15. Acabou (Até te esquecer)